# Paus Stefanus V (VI)
Stefanus V (VI) (Rome, geboortedatum onbekend - aldaar, 14 september 891) was paus van 885 tot aan zijn dood in 891. Hij veroordeelde de politiek van  Nicolaas I. Stefanus smeedde banden met de toen nog jonge, Slavische kerken. Guido van Spoleto wist hem in 891 toch zover te krijgen om hem tot keizer te kronen.
Cursief: tegenpaus